# Ruby (programski jezik)
Ruby je dinamički, objektno orijentirani programski jezik koji kombinira sintaksu inspiriranu Perlom s nekim osobinama Smalltalka. Nastao je u Japanu 90-ih (tvorac Yukihiro Matsumoto), ali izvan Japana postaje popularniji tek u 2000. s pojavom knjige na engleskom jeziku, "Programming Ruby".

## Opis
Ruby je višeplatformski jezik opće namjene i otvorenog koda. Popularne primjene jezika uključuju sistemsku administraciju i izradu internetskih aplikacija, ali od 2006-e programeri polako nalaze i neke netipične primjene kao stvaranje elektroničke glazbe, programiranje analognog hardwarea i stvaranje računalnih igara. Glavna implementacija Rubya je u C-u, a druge implementacije nalazimo u Javi (JRuby), Microsoftovoj .NET platformi (IronRuby) te Objective-C (MacRuby). Zbog kvalitete implementacije MacRubyja, ona počinje biti snažna alternativa za stvaranje desktop aplikacija za Mac OS X operativni sustav.
Ruby je daleko najviše populariziran 2005.-e dolaskom Ruby on Rails frameworka za web aplikacije. Zbog toga što se u nekim zajednicama Ruby koristi gotovo isključivo za Rails programiranje, ponekad je lako protumačiti da su ta dva pojma sinonimi. To nije točno; treba razumjeti da je "Ruby on Rails" samo programska podrška napisana u Ruby programskom jeziku.

## Primjeri sintakse Rubyja
Tipični "hello world" program:
```
 
puts
 
"Hello world!"

```

Stvaranje i poziv funkcije:
```
 
def
 
hello
(
name
)

  
puts
 
"Hello 
#{
name
}
"

 
end

 

 
hello
(
"world"
)

```

Definicija klase:
```
 
class
 
Person

   
# constructor method

   
def
 
initialize
(
name
)

     
@name
 
=
 
name

   
end

   

   
def
 
say
(
text
)

     
puts
 
"
#{
@name
}
 says: "
 
+
 
text

   
end

 
end

 

 
# usage:

 
frank
 
=
 
Person
.
new
(
"Frank"
)

 
frank
.
say
(
"Hello everyone"
)

 

 
# output:

 
# => Frank says: Hello everyone

```

## Vanjske poveznice
- Službena stranica Rubya
- Ruby dokumentacija